# Зелена металургія в Україні
Зелена металургія — збірне поняття, що описує тенденцію металургійних підприємств знижувати викиди СО2 згідно європейських цільових значень в рамках Європейського зеленого курсу, проведення модернізації виробництва[джерело не вказане 1469 днів].
Металургійні заводи в Україні, які скоротили викиди СО2 до європейського цільового рівня, звільняються від сплати частини тарифу НЕК «Укренерго» на передачу електроенергії, яка направляється на компенсацію виробникам з поновлюваних джерел енергії. Аналогічний фінансовий стимул діє в Німеччині, яка звільняє «зелену» промисловість від платежів за «зелену» електроенергію.

## Національно визначений внесок і Європейський зелений курс
Національно визначений внесок (НВВ) — це зобов'язання України згідно з Паризькою угодою скорочувати викиди СО2. Перший раз Україна взяла такі зобов'язання в 2015 році. У 2021 року країна повинна взяти на себе нові зобов'язання.
Європейський зелений курс — план досягнення нульового викиду парникових газів і нульового забруднення навколишнього середовища в країнах-членах Європейського союзу шляхом переходу від викопних до поновлюваних джерел енергії і сировини до 2050 року. Для досягнення цієї мети ЄС планує витратити в найближчі десять років 1 трлн євро. Метою заходів плану є боротьба з глобальним потеплінням і забрудненням навколишнього середовища. Прийнято Європейською комісією 11 грудня 2019 року.
У 2021—2027 роках впланується виділення 100 млрд євро для регіонів, які найбільше зачепила декарбонізація. З них Польща отримає 2 млрд євро з 7,5 млрд євро в рамках однієї зі складових цієї програми — Фонду справедливого переходу, що безпосередньо фінансується Єврокомісією.
Німеччина вводить програму фінансування виробництва «зеленої сталі». 2019 року на сталеливарну промисловість Німеччини припадала третина прямих промислових викидів, при цьому викиди CO2 склали понад 36 млн т. Міністерство навколишнього середовища Німеччини планує виділити 2 млрд євро через Фонд енергетики і клімату.
В ЄС при виробництві 1 тонни сталі киснево-конверторним способом викиди СО2 становлять в середньому 1300 кг, в Україні — 2000 кг. За Європейським зеленим курсом цей рівень до 2050 року повинен бути знижений на 80 % — до 250 кг на тонну сталі. Такому цільовому рівню відповідає лише виробництво сталі електродуговим способом.

## Історія
21 липня 2020 року ВРУ прийняла Закон України 810-IX «Про внесення змін до деяких законів України щодо удосконалення умов підтримки виробництва електричної енергії з альтернативних джерел енергії». Закон містить норми, що вводять поняття «зелена металургія». Їхній автор — нардеп від Слуги народу, заступник голови комітету ВРУ з економічного розвитку Дмитро Кисилевський.
Статус підприємства зеленої металургії може отримати юридична особа, що виконує норми з прямих викидів СО2 у виробництві сталі: не більше 250 кг на тонну, що використовує виключно електродуговий метод виробництва.
Підприємства зеленої металургії на період дії «зеленого» тарифу для виробників електроенергії з альтернативних джерел, оплачують тариф оператора системи передачі НЕК «Укренерго» за послуги з передачі електричної енергії, що купується для виробництва сталі, без урахування витрат на виконання спеціальних обов'язків щодо забезпечення збільшення частки виробництва електроенергії з альтернативних джерел енергії.
Підставою для встановлення такого тарифу підприємств зеленої металургії є довідка Міністерства економічного розвитку, торгівлі та сільського господарства України і Міністерства захисту навколишнього середовища і природних ресурсів України.

## Підприємства зеленої металургії в Україні
П'ять металургійних заводів в Україні можуть отримати такий статус:
1. «Інтерпайп Сталь» (Дніпро),
2. «Електросталь» (Курахове),
3. «АзовЕлектроСталь» (Маріуполь),
4. «Енергомашспецсталь» (Краматорськ),
5. «Дніпроспецсталь» (Запоріжжя).

Ці підприємства вже мають викиди СО2 нижче 250 кг/т сталі, в межах норм, які ЄС має намір досягти в рамках Європейського зеленого курсу до 2050 року. За підсумками 2020 року, на заводи припадає 5,5 % виплавленої в Україні сталі і менше 1 % від загального споживання електроенергії в Україні.
Ще жоден метзавод не отримав статус «зеленої металургії», оскільки Кабінет міністрів досі розробляє порядок отримання цього статусу.